# Jeanne de Flandreysy

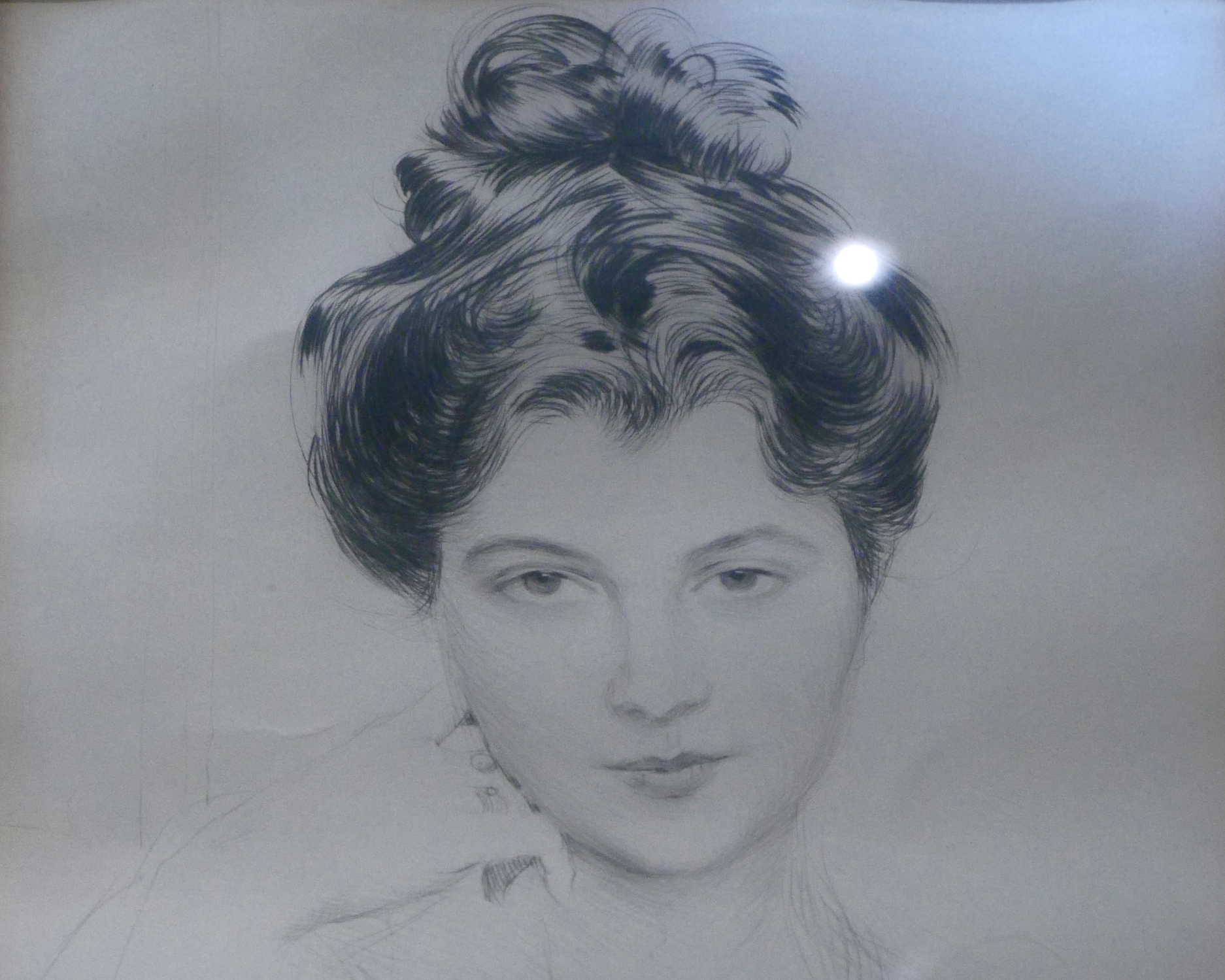
Porträt von Jeanne de Flandreysy, Zeichnung von Helleu, 1904

Jeanne de Flandreysy (* 11. Juli 1874 in Valence als Jeanne Mellier; † 15. Mai 1959 in Avignon) war eine französische Schriftstellerin.

## Biographie
Jeanne de Flandreysy begann früh eine literarische und journalistische Karriere einzuschlagen. Sie stammte aus einer Familie, die schon lange im Département Drôme angesiedelt war. Sie interessierte sich zusammen mit ihrem Vater, dem Archäologen Étienne Mellier, und ihrer Mutter Marie-Louise de Ladreyt, für die provenzalische Kultur und verfasste mehrere Veröffentlichungen über die Hauptsehenswürdigkeiten der Region.
1899 heiratete sie Aymar de Flandreysy, einen schottischen Gentleman französischer Herkunft. Sie wohnte einige Monate auf seinem Besitz, den sie  Les Glycenets nannte, in der Nähe von Melrose Abbey. Sie wurde schnell Witwe aufgrund eines Jagdunfalls oder, laut anderen Quellen, eines Schiffbruchs. Nach ihrer Rückkehr aus Schottland verbreitete sich die Meinung, ihr verstorbener Mann wäre nur erfunden, da er in keinem offiziellen Geburtsregister auftaucht.

### In Paris
Sie verbrachte ihre Zeit zwischen der Provence und Paris, wo sie mit ihrer Schönheit und Kultiviertheit die höheren Gesellschaftskreise beeindruckte. Ihre in einer eleganten Sprache geschriebenen Artikel weckten die Aufmerksamkeit literarischer Publikationen, sowie von Zeitschriften wie Le Figaro oder Femina. Jules Charles-Roux, der die Schriftstellervereinigung des Félibrige finanziell unterstützte, Marcel Proust, der sich höchstwahrscheinlich von ihr für die Figur von Odette de Crecy inspirieren ließ, Sarah Bernhardt, Déodat de Séverac, Alphonse Daudet, der Prinz Roland Wise-Bonaparte, Vincent d'Indy, Paul Arène, Jules Supervielle, Léo Lelée, Jean Aicard, Jules Claretie und vor allem Frédéric Mistral gehörten zu ihren Gästen und Freunden.

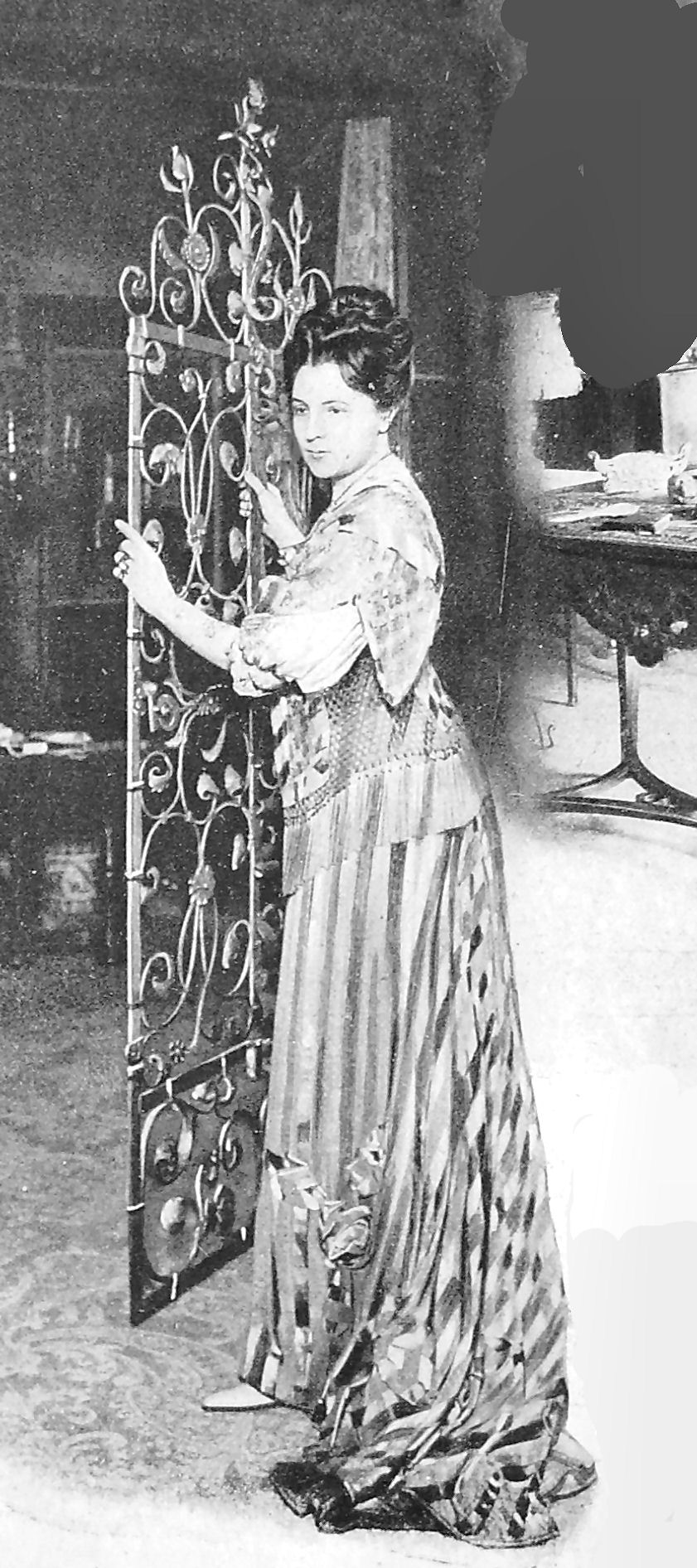
Jeanne de Flandreysy im Palais du Roure, 1909

In dieser Zeit kam sie häufig in die Provence und mischte sich unter die Schriftstellerinnen des Félibrige (Marie-Louise Mistral, aber auch Jeanne Roumanille, Philadelphe de Gerde, Nerte de Baroncelli, Marie-Thérèse de Chevigné; Marie de Sormiou).

### In der Provence
Im Jahre 1908 während der Dreharbeiten zum Film Mireille begegnete sie dem Marquis Folco de Baroncelli in Arles. Sie intervenierte finanziell, um ihn 1918 vor dem Ruin zu retten, in dem sie mit Hilfe ihres Vaters das Haus der Familie Baroncelli, den Palais du Roure, aufkaufte. Sie kümmerte sich um die aufwändigen Restaurierungsarbeiten des Palasts und verwandelte ihn in eine Hochburg der südfranzösichen Kultur, das Institut méditerranéen, das den Universitäten von Montpellier und Aix-Marseille unterstellt war.
Sie vermachte den Palast sowie sein Mobiliar und sein reichhaltiges Archivgut noch zu ihren Lebzeiten der Stadt Avignon.
1936 heiratete sie den Archäologen Émile Espérandieu. Sie stellte eine der schönsten Glockensammlungen Frankreichs mit fast zweihundert Exemplaren zusammen. Im Palais du Roure versammelte sie außerdem Bilder, Möbel, ungewöhnliche Objekte, seltene Manuskripte, Zeitschriften, Fotografien und verschiedene Dokumente über die Provence. Sie veröffentlichte mehrere Bücher über Arles, das Valentinois und die Camargue. Sie schrieb auch ein Buch über das Museon Arlaten.
In ihrem Haus, dem Palais du Roure, empfing sie u.a. Édouard Herriot, Louis Le Cardonnel, Pablo Casals, Émile Ripert, Marcel Pagnol, den Maler Henry de Groux. So verwandelte sie dies Monument in eine Art provenzalische Villa Medicis
Die Äbtissin des Roure, wie man sie in Avignon nannte, wurde am 18. April 1953 mit der Ehrenlegion ausgezeichnet. Sie starb am 15. Mai 1959. Ihr Grab befindet sich in Valence.